# 堀越二郎
堀越二郎（日语：堀越 二郎，1903年6月22日—1982年1月11日）是昭和時期日本的航空工程師。於群馬縣藤岡市出身，並在東京帝國大學工學部航空工學科畢業。因曾開發零式艦上戰鬥機等多架二战期间著名的机种而為人所知。1932年與妻子佐佐木須磨子結婚，於1933年生下長女，次年生下第二個女兒，1937年生下長男雅郎。

## 生平
於藤岡中學、第一高等學校等學校畢業，並在東京帝國大學工學部航空学科首席畢業。其後，進入三菱內燃機製造株式會社（現在的三菱重工業）工作。與木村秀政、土井武夫等人是帝大的同期學生。

## 航空工程师
因擔任零式艦上戰鬥機的設計主任令其相當有名。

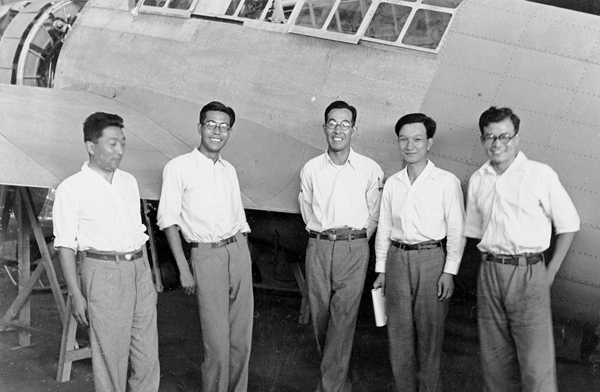
1937年7月,十二試艦上战斗机（之后的零式艦上戰鬥機）设计团队成员。中央站立者为堀越

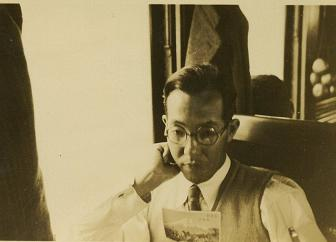
1938年10月、在車內

雖然所設計的機型不多，只有第二次世界大戰前的七試艦上戰鬥機、九試單座戰鬥機（後來的九六式艦上戰鬥機），及戰時的零式艦上戰鬥機、雷電、烈風等，但當中部份為留存後世的名機。戰後與木村秀政一起參加YS-11的設計。在三菱重工業辭職後﹐成為東京大學宇宙航空研究所講師（1963年 - 1965年），及後為防衛大學校教授（1965年 - 1969年）、日本大學生产工學部教授（1972年 - 1973年）。

## 著書

### 个人著作
- 《零战——其诞生和辉煌的记录（日语：零戦――その誕生と栄光の記録）》 カッパ・ブックス、1970年。
  - 《零战——其诞生和辉煌的记录（日语：零戦――その誕生と栄光の記録）》 講談社文庫、1984年。ISBN 9784061834026
    - 《零战 其诞生和辉煌的记录（日语：零戦 その誕生と栄光の記録）》 角川文庫、2012年。ISBN 9784041006238
- 《零战的遗产——设计主任笔下名机的真实面目（日语：零戦の遺産-設計主務者が綴る名機の素顔）》 新装版、光文社、2003年。ISBN 9784769820864

### 共著
- 堀越二郎・奥宮正武共著《零戦――日本海軍航空小史》日本出版協同、1953年。
- 堀越二郎・奥宮正武共著《零戦――日本海軍航空小史》増補改訂版、日本出版協同、1954年。
- Masatake Okumiya and Jiro Horikoshi, Zero! -- the story of the Japanese navy air force 1937 - 1945, Cassell, 1957.
- Masatake Okumiya and Jiro Horikoshi, Zero!, Cassell, 1958.
- 堀越二郎・奥宮正武著《零戦》新装改訂版、朝日ソノラマ、1975年。
- 堀越二郎・奥宮正武著《零戦》朝日ソノラマ、1982年。ISBN 9784257170013
- 堀越二郎・奥宮正武著《零戦》新装版、朝日ソノラマ、1992年。ISBN 9784257172635
- 堀越二郎・奥宮正武著《零戦――日本海軍航空小史》改訂新版、朝日ソノラマ、1997年。ISBN 9784257790280
- 堀越二郎・奥宮正武著《零戦》PHP研究所、2000年。ISBN 9784569574899
- 堀越二郎・奥宮正武著《零戦》學習研究社、2007年。ISBN 9784059005018

### 監修等
- 千田夏光・堀越二郎監修校閲《驚異の戦闘機ゼロ戦》盛光社、1967年。
- （日語） ISBN 4569574890

## 登場作品

### 小説
- 柳田邦男著《零式戦闘機》文藝春秋、1977年。
- 柳田邦男著《零式戦闘機》文藝春秋、1980年。ISBN 9784167240011

### 漫画
- 宫崎骏著《風起》（单行本未收录）

《モデルグラフィックス》2009年4〜9月号・11〜12月号、2010年1月号（全9回）

### 电影
- 柳田邦男原作、笠原和夫编剧、舛田利雄导演《零戦燃ゆ》東宝映画、1984年。
- 宮崎駿原作・编剧・导演《風起》吉卜力工作室、2013年。[3]